# Halvvejshuset
Halvvejshuset er en dansk dokumentarisk optagelse.

## Handling
I privatoptagelserne fra Halvvejshuset, Storm P.'s sommerhus ved Julebæk nord for Helsingør, ses Storm sammen med sin kone, Ellen (Ellen Margrethe Jacobsen, 1891-1961), samt venner og familie. De spiller ringspil i haven, bader, nyder udsigten over vandet, leger med hunden og Storm giver et tryllenummer.
Optagelserne er uden årstal.